# Weimarer Straße (Wien)
Die Weimarer Straße ist eine Straße im 18. Bezirk (Währing) und 19. Bezirk (Döbling) in Wien.

## Lage
Die Weimarer Straße verläuft in ungefähr nordnordöstlicher Richtung vom Währinger Schubertpark bis knapp südlich der Krottenbachstraße, zu der nur eine Verbindung in Form eines Fußwegs besteht; die Durchfahrt mit Fahrzeugen ist nicht möglich.
An bedeutenderen Straßenzügen kreuzt sie von Süden ausgehend unter anderen Währinger Straße, Gentzgasse, Sternwartestraße, Hasenauerstraße, welche die Bezirksgrenze bildet, im Bereich des Richard-Kralik-Platzes, Felix-Mottl-Straße, Peter-Jordan-Straße und Chimanistraße. Während im südlichen Teil geschlossene Bebauung vorherrscht, prägen nördlich der Haizingergasse die Villen des Währinger und Döblinger Cottage das Bild.

## Verkehr
Der Individualverkehr wird im größten Teil der Weimarer Straße als Einbahn jeweils ausgehend vom Richard-Kralik-Platz geführt, das heißt im 18. Bezirk Richtung Süden bis Gentzgasse und im 19. Bezirk Richtung Norden bis Chimanistraße. Nur von der Abt-Karl-Gasse bis zur Gentzgasse verläuft im 18. Bezirk die Fahrtrichtung nach Norden. In beiden Richtungen sind nur die kurzen Stücke an Anfang und Ende zu befahren, die als Sackgassen ausgebildet sind.
Innerstädtische öffentliche Verkehrsmittel durchfahren die Weimarer Straße nicht. Sie wird aber durch die Straßenbahnlinien 40 und 41 in der Währinger Straße sowie die Buslinien 37A und 40A in der Hasenauerstraße und 10A in Peter-Jordan-Straße (Fahrtrichtung Heiligenstadt) bzw. Chimanistraße (Fahrtrichtung Niederhofstraße) gequert. Das nördliche Ende wird durch die in der Krottenbachstraße verkehrende Buslinie 35A berührt.

## Geschichte
Den Namen erhielt die Straße am 6. November 1919 vom Stadtrat in Anlehnung an die erste deutsche Nationalversammlung in der Weimarer Republik. Ursprünglich hieß sie Lederergasse bzw. Gerbergasse, danach wurde sie 1881 in Carl-Ludwig-Gasse benannt.

## Wichtige Adressen
- Nr. 1 Denkmalgeschützter Gemeindebau, errichtet 1924–1925 nach Plänen von Karl Dirnhuber.
- Nr. 5–7 Straßenhof von Carl Stephann mit secessionistischen Stilelementen, errichtet 1912/13[3]
- Nr. 8–10 Der denkmalgeschützte Gemeindebau wurde 1928–1929 nach Plänen von Konstantin Peller errichtet.
- Nr. 87 Haus Duschnitz, 1915/16 durch Adolf Loos umgebaut[4]
- Nr. 98 Denkmalgeschütztes Miethaus nach Plänen von Robert Oerley, erbaut 1904/05.

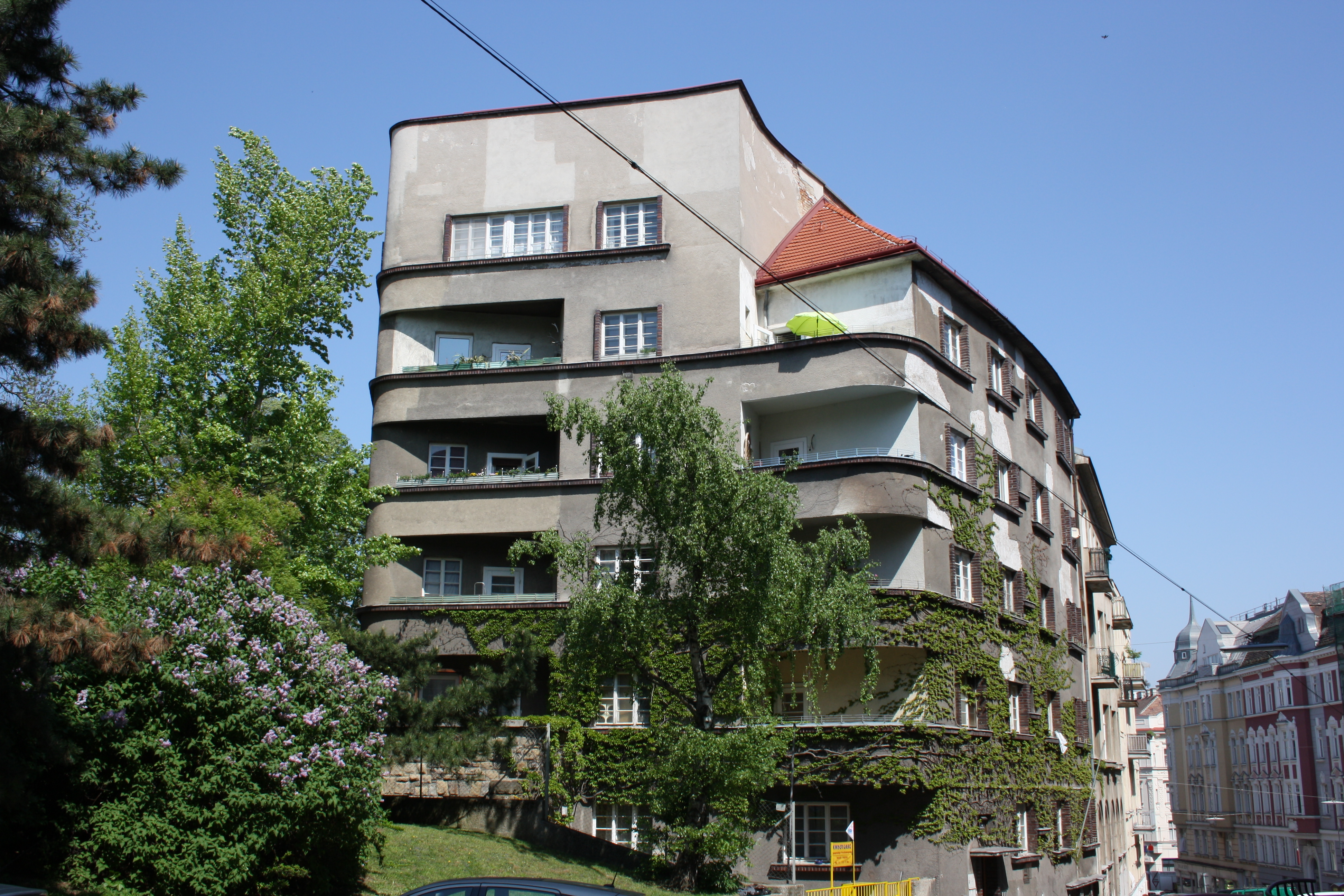
Weimarer Straße 1
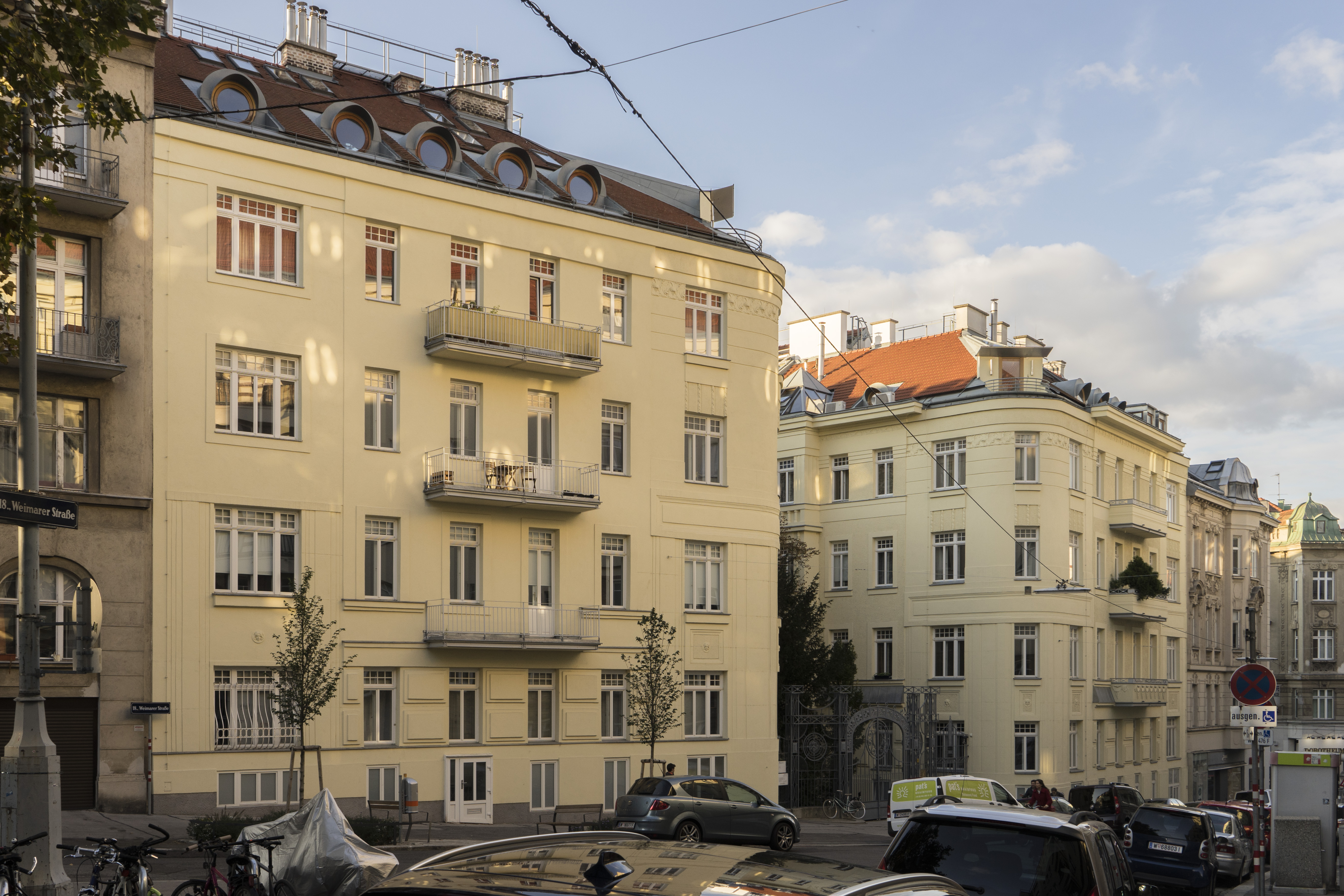
Weimarer Straße 5–7
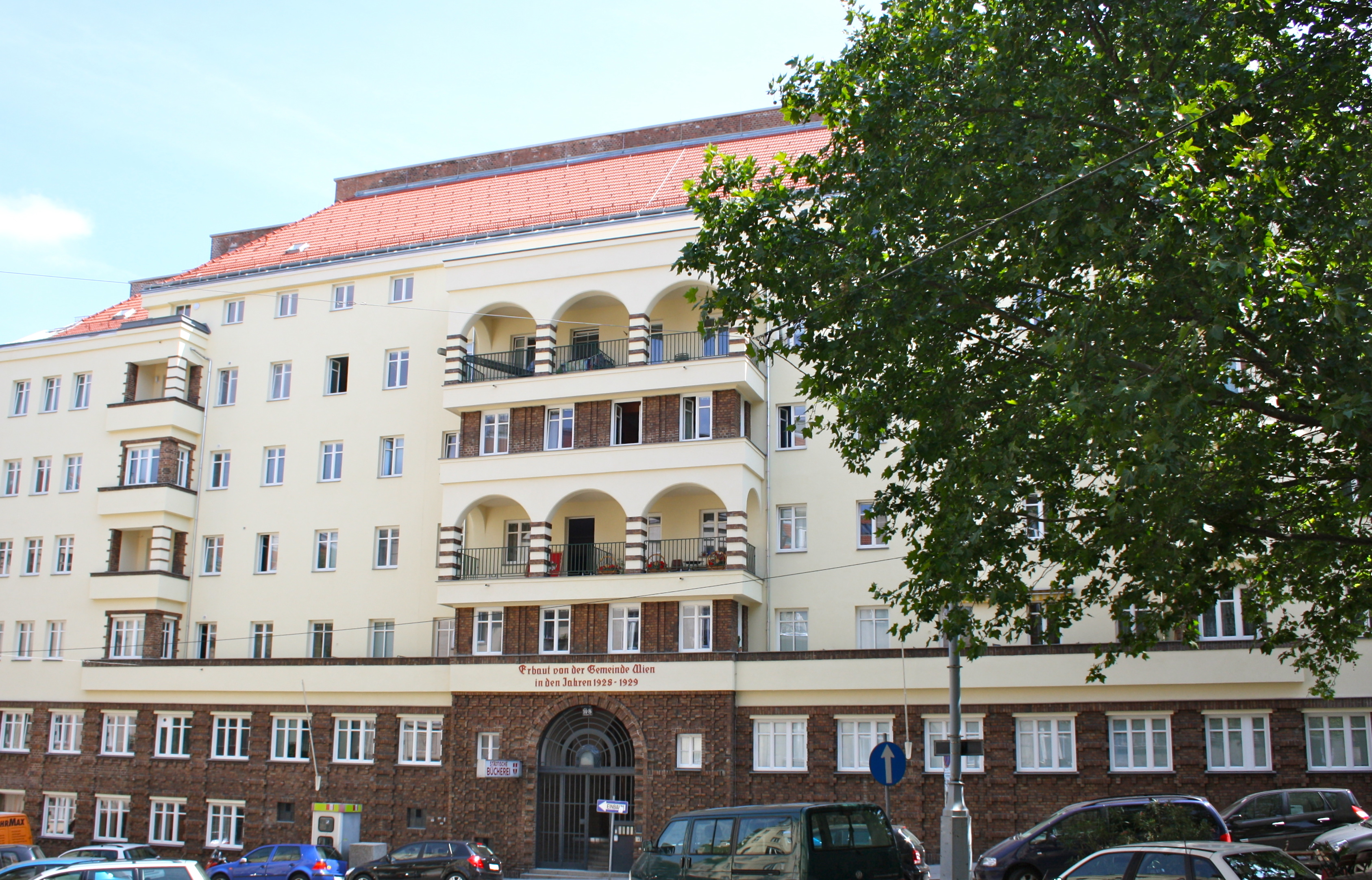
Weimarer Straße 8–10
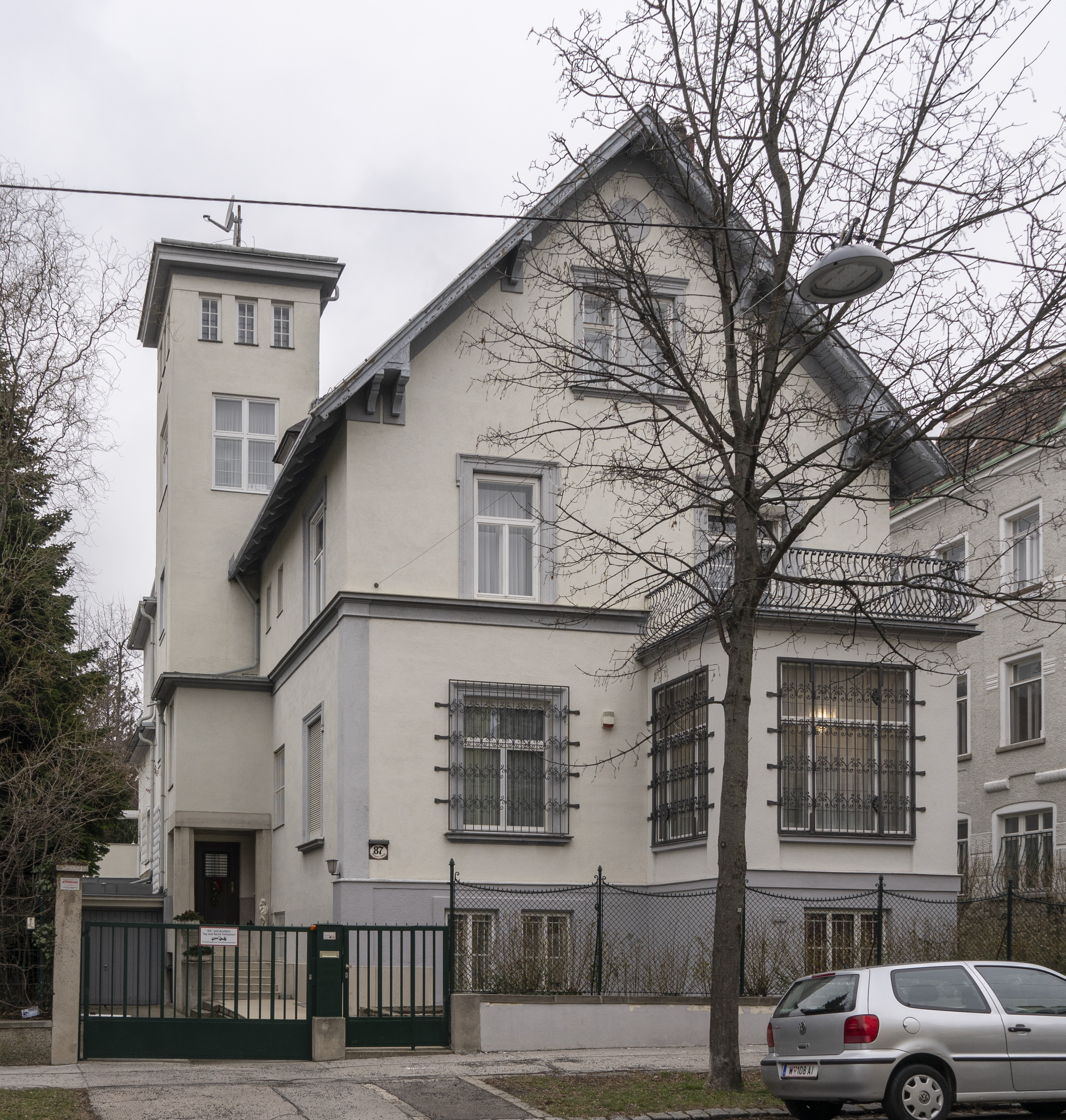
Weimarer Straße 87
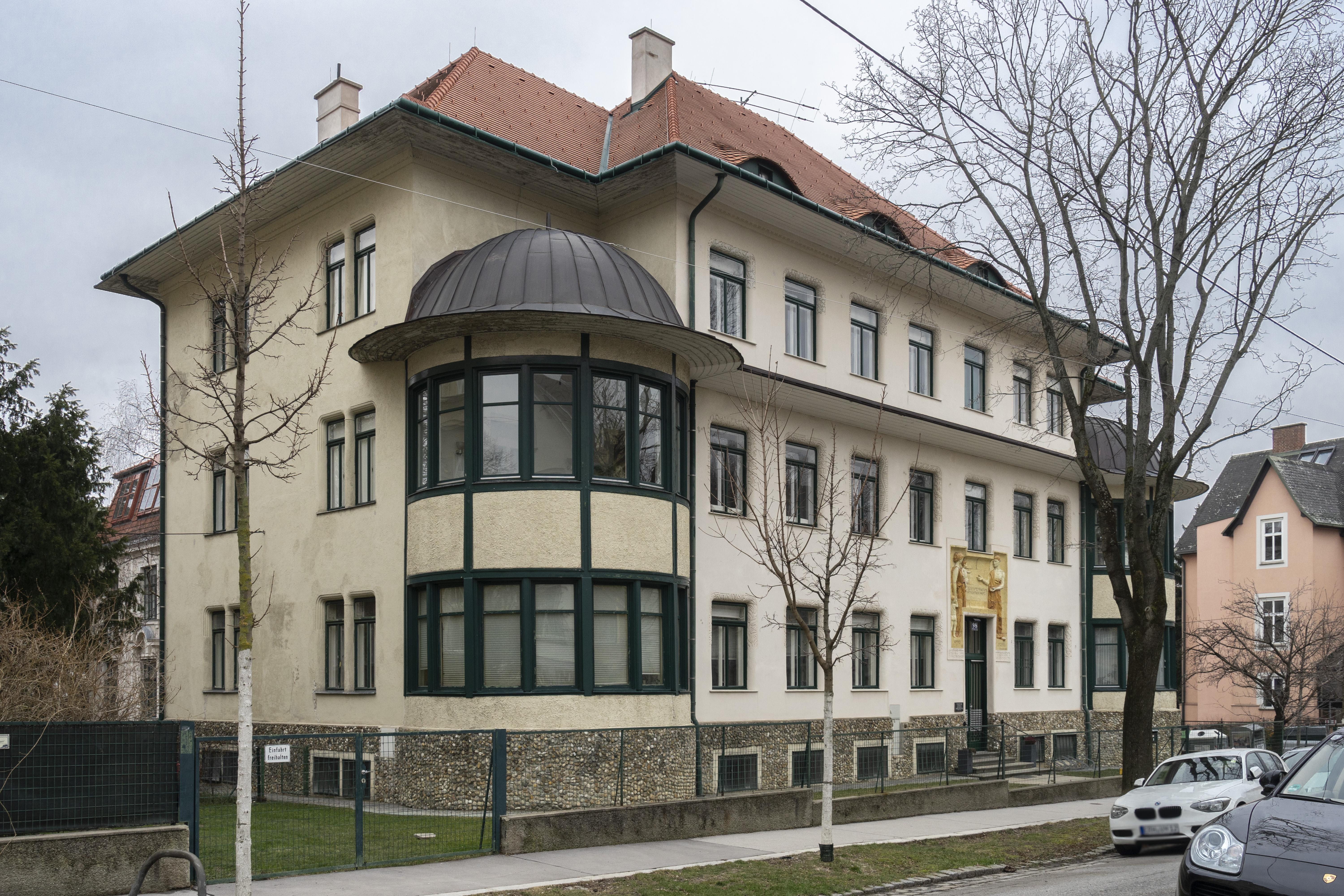
Weimarer Straße 98